# Incredible Bongo Band
De Incredible Bongo Band, ook bekend als Michael Viner's Incredible Bongo Band, was een Amerikaanse muziekformatie uit de  jaren zeventig. De band speelde voornamelijk instrumentale funkmuziek. Karakteristiek voor de sound was het gebruik van bongo’s en conga’s. Het was een initiatief van Michael Viner, een manager bij MGM Records.

## Geschiedenis
Ondanks het feit dat de band twee albums heeft uitgebracht: Bongo Rock (1973) en Return of the Incredible Bongo Band (1974), is de band vooral bekend door hun cover van het nummer "Apache", dat voor het eerst werd uitgebracht door Bert Weedon. Deze door Perry Botkin, jr. geproduceerde plaat bleef relatief onbekend totdat hij eind jaren 70 werd geadopteerd door hip-hop-pioniers, zoals DJ Kool Herc en Grandmaster Flash. Dit kwam met name door de ongebruikelijk lange drumsolo in het midden van het nummer. Later werden meer samples uit platen van de Incredible Bongo Band gebruikt door hip-hop-producers. De "Apache break" is nog steeds een veelgebruikte sample in de drum-and-bass-muziek.
Het nummer "Bongo Rock" was oorspronkelijk uitgebracht door de Amerikaanse percussionist Preston Epps in 1959. De Incredible Bongo Band bracht het in 1973 als cover uit onder de naam "Bongo Rock '73". Dit nummer is onder andere gebruikt als tune van het TROS-radioprogramma Gouden Uren.

## Discografie

### Bongo Rock(1973)
1. Dueling Bongos
2. In-A-Gadda-Da-Vida
3. Raunchy '73
4. Bongo Rock '73
5. Let There Be Drums
6. Apache
7. Bongolia
8. Last Bongo In Belgium

### Return of the Incredible Bongo Band(1974)
1. Kiburi
2. When The Bed Breaks Down, I'll Meet You In The Spring
3. Sing, Sing, Sing
4. Pipeline
5. Wipe Out  (Cover of The Surfari's 'Wipeout')
6. Hang Down Your Head Tom Dooley, Your Tie's Caught In Your Zipper
7. Topsey  (Parts 1-3)
8. Sharp Nine
9. (I Can't Get No) Satisfaction
10. Got The Sun In The Morning And The Daughter At Night
11. Ohkey Dokey

### Bongo Rock(2006, compilatie)

#### Lp-uitgave
A1.  Apache
A2.  Let There Be Drums
A3.  Bongolia
A4.  Wipe Out
B1.  Dueling Bongos
B2.  In-A-Gadda-Da-Vida
B3.  Raunchy '73
C1.  Last Bongo In Belgium
C2.  Bongo Rock '73
C3.  Hang Down Your Head Tom Dooley, Your Tie's Caught In Your Zipper
C4.  Sharp Nine
D1.  Kiburi
D2.  Sing, Sing, Sing
D3.  (I Can't Get No) Satisfaction
D4.  Ohkey Dokey
D5.  When The Bed Breaks Down, I'll Meet You In The Spring

#### Cd-uitgave
1. Apache
2. Let There Be Drums
3. Bongolia
4. Last Bongo In Belgium
5. Dueling Bongos
6. In-A-Gadda-Da-Vida
7. Raunchy '73
8. Bongo Rock '73
9. Kiburi
10. Sing, Sing, Sing
11. (I Can't Get No) Satisfaction
12. Wipe Out
13. When The Bed Breaks Down, I'll Meet You In The Spring
14. Pipeline
15. Ohkey Dokey
16. Sharp Nine
17. Hang Down Your Head Tom Dooley, Your Tie's Caught In Your Zipper
18. Apache [Grand Master Flash Remix]
19. Last Bongo In Belgium [Breakers Mix]